# Robert Reboul
Robert Reboul (París, 24 de juliol de 1893 - Bordeus, 22 de gener de 1969) va ser un ciclista francès que fou professional entre 1921 i 1927. Durant la seva carrera aconseguí 5 victòries, entre elles la París-Brussel·les.

## Palmarès
- 1921
  - 1r al Circuit de Xampanya
  - 1r al Circuit de les Viles d'Aigua d'Alvèrnia
  - 1r al Circuit de Finisterre
  - 1r a la París-Reims
  - 1r a la París-Brussel·les

## Resultats al Tour de França
- 1923. Abandona (3a etapa)